# Less (език)
Less (понякога стилизирано – LESS) е динамичен език за стилови множества, който може да се компилира до CSS (Cascading Style Sheets) и да работи на клиентска среда и на сървърна среда.
Създаден от Алексис Селиер, Less е повлиян от SASS и е повлиял на новия „SCSS“ синтаксис на Sass, който използва неговия CSS-подобен блоково форматиращ синтаксис. Less е с отворен код. Първата му версия е написана на Ruby, но в следващите версии употребата на Ruby е отхвърлена и заменена от JavaScript. Вдлъбнатият синтаксис на Less е вложен метаезик, тъй като правилен CSS код е валиден Less код със същата семантика. Less предоставя следните механизми: променливи, влагане, миксини (виж по-долу), оператори и функции; главната разлика между Less и други CSS препроцесори е, че Less позволява компилиране в реално време чрез less.js от браузър.

## Променливи
Less позволява декларирането на променливи. Те се дефинират с кльомба (@). Присвояването на стойност се извършва чрез двоеточие (:). 

По време на превод, стойностите на променливите са включени в изходния документ CSS.
```
@
pale-green-color
:
 
#
4D926F
;

#
header
 
{

 
color
:
 
@
pale-green-color
;

}

h2
 
{

 
color
:
 
@
pale-green-color
;

}

```

Горният Less код ще се компилира до следния CSS код:
```
#
header
 
{

 
color
:
 
#4D926F
;

}

h2
 
{

 
color
:
 
#4D926F
;

}

```

## Миксини
Миксините позволяват вграждането на всички свойства на даден клас в друг клас само чрез включването на името на дадения клас като свойство, което се държи подобно на константа или променлива. Също така те могат да се държат като функции и да приемат аргументи. CSS не поддържа миксини. Всеки повторен код трябва да бъде повторен на всяко място. Миксините дават възможност за по-ефективна и по-чиста повтаряемост, както и за по-лесна промяна на кода.
```
.
rounded-corners
 
(
@
radius
:
 
5px
 
10px
 
8px
 
2px
)
 
{

 
-webkit-border-radius
:
 
@
radius
;

 
-moz-border-radius
:
 
@
radius
;

 
border-radius
:
 
@
radius
;

}

#
header
 
{

 
.rounded-corners
;

}

#
footer
 
{

 
.rounded-corners(10px
 
25px
 
35px
 
0px)
;

}

```

Горният Less код ще се компилира до следния CSS код:
```
#
header
 
{

 
-webkit-
border-radius
:
 
5
px
 
10
px
 
8
px
 
2
px
;

 
-moz-
border-radius
:
 
5
px
 
10
px
 
8
px
 
2
px
;

 
border-radius
:
 
5
px
 
10
px
 
8
px
 
2
px
;

}

#
footer
 
{

 
-webkit-
border-radius
:
 
10
px
 
25
px
 
35
px
 
0
px
;

 
-moz-
border-radius
:
 
10
px
 
25
px
 
35
px
 
0
px
;

 
border-radius
:
 
10
px
 
25
px
 
35
px
 
0
px
;

}

```

Less поддържа и параметрични миксини, които могат да се съчетават като класове, но приемат параметри.

## Влагане
CSS поддържа логическо влагане, но самите кодови блокове не могат да бъдат влагани. Less позволява влагане на селектори вътре в други селектори. Това прави наследяването по-ясно и стиловото множество по-късо.
```
#
header
 
{

 
h1
 
{

  
font-size
:
 
26
px
;

  
font-weight
:
 
bold
;

 
}

 
p
 
{

  
font-size
:
 
16
px
;

  
a
 
{

   
text-decoration
:
 
none
;

   
color
:
red
;

   
&:hover
 
{

    
border-width
:
 
1
px
;

    
color
:
#fff
;

   
}

  
}

 
}

}

```

Горният Less код ще се компилира до следния CSS код:
```
#
header
 
h1
 
{

 
font-size
:
 
26
px
;

 
font-weight
:
 
bold
;

}

#
header
 
p
 
{

 
font-size
:
 
16
px
;

}

#
header
 
p
 
a
 
{

 
text-decoration
:
 
none
;

}

#
header
 
p
 
a
:
hover
 
{

 
border-width
:
 
1
px
;

}

```

## Функции и операции
Less позволява операции и функции. Операциите включват събиране, изваждане, умножение и делене на стойности и цветове, които могат да се използват за създаване на сложни връзки между свойства. Функциите се нанасят едно към едно с JavaScript код, позволявайки манипулация на стойностите.
```
@the
-border
:
 
1px
;

@base
-color
:
 
#
111
;

@red
:
 
#
842210
;

#
header
 
{

 
color
:
 
@
base-color
 
*
 
3
;

 
border-left
:
 
@
the-border
;

 
border-right
:
 
@
the-border
 
*
 
3
;

}

#
footer
 
{

 
color
:
 
@
base-color
 
+
 
#003300
;

 
border-color
:
 
desaturate
(
@
red
,
 
10
%
);

}

```

Горният Less код ще се компилира до следния CSS код:
```
#
header
 
{

 
color
:
 
#333333
;

 
border-left
:
 
1
px
;

 
border-right
:
 
3
px
;

}

#
footer
 
{

 
color
:
 
#114411
;

 
border-color
:
 
#7d2717
;

}

```

## Сравнение със Sass
И Sass, и Less са CSS препроцесори, които позволяват писането на чист CSS в софтуерна конструкция, вместо за статични правила.
От Less 1.4 нататък се поддържа вложени, наследствени правила чрез &:extends и @extends псевдоселектор. Преди това основната разлика между Less и други препроцесори като Sass била липсата на @extends за поддръжка на наследяване на правила между класове, което води до по-чист CSS и по-малко повтаряне на код.
Less е вдъхновен от Sass. Sass е проектиран да опрости и разшири CSS, премахвайки неща като къдрави скоби. Less е направен да бъде колкото може по-близък до CSS и като резултат от това CSS може да се използва като валиден Less код.
Новите версии на Sass също започват да използват CSS-подобен синтаксис наречен SCSS (Sassy CSS).

## Употреба в сайтове
Less може да бъде използван в сайтове по няколко начина. Един вариант е да се включи JavaScript файла less.js и да се преведе кода в движение. Браузърът тогава изобразява изходния CSS. Друга опция е да се преведе Less кодът в чист CSS и да се качи CSS файлът към сайта. По този начин не се качват никакви .less файлове и на сайта не е нужен less.js JavaScript преводачът.

## Less софтуер
| Име                                                                | Описание                                                                                                   | Софтуерен лиценз             | Платформа                      | Функционалност                                          |
| ------------------------------------------------------------------ | --- | ---------------------------- | ------------------------------ | ------------------------------------------------------- |
| WinLess                                                            | GUI Less компилатор                                                                                        | Apache 2.0                   | Windows                        | Компилатор                                              |
| Crunch                                                             | Less редактор и компилатор (нужен е Adobe AIR)                                                             | GPL                          | Windows, Mac OS X              | Компилатор, редактор                                    |
| less.js-windows                                                    | Прост инструмент за командния ред за Windows, който компилира *.less файлове към CSS, използвайки less.js. | MIT License                  | Windows                        | Компилатор                                              |
| less.app                                                           | Less компилатор                                                                                            | Proprietary                  | Mac OS X                       | Компилатор                                              |
| CodeKit Архив на оригинала от 2013-11-19 в Wayback Machine.        | Less компилатор                                                                                            | Proprietary                  | Mac OS X                       | Компилатор                                              |
| LessEngine                                                         | Less компилатор                                                                                            | Free                         | OpenCart Plugin                | Компилатор                                              |
| SimpLESS Архив на оригинала от 2013-07-29 в Wayback Machine.       | Less компилатор                                                                                            | free but no explicit license | Windows Mac OS X Linux         | Компилатор                                              |
| Chirpy                                                             | Less компилатор                                                                                            | Ms-PL                        | Visual Studio Plugin           | Компилатор                                              |
| Mindscape Web Workbench                                            | Синтаксно оцветяване и IntelliSense за Less и Sass                                                         | Proprietary                  | Visual Studio Plugin           | Компилатор, синтаксно оцветяване                        |
| Eclipse Plugin for Less                                            | Eclipse приставка                                                                                          | EPL 1.0                      | Eclipse Plugin                 | Синтаксно оцветяване, съдържателно помагане, компилатор |
| mod_less                                                           | Apache2 модул за компилиране на Less в движение                                                            | Open Source                  | Linux                          | Компилатор                                              |
| grunt-contrib-less                                                 | Node.js Grunt инструмент за конвертиране на Less към CSS                                                   | Open Source                  | Node.js                        | Компилатор                                              |
| Web Essentials Архив на оригинала от 2016-11-11 в Wayback Machine. | Visual Studio приставка за поддръжка на Less и Sass                                                        | Apache 2.0                   | Windows                        | Синтаксно оцветяване, съдържателно помагане, компилатор |
| clessc                                                             | Чист C++ компилатор                                                                                        | GPL                          | at least Windows, Linux, MacOS | Компилатор                                              |